# Estação Agia Paraskevi
Agia Paraskevi (em grego:  Αγία Παρασκευή, Agía Paraskeví) é uma das estações da Linha 3 do metro de Atenas. Foi inaugurada em 30 de dezembro de 2010.